# Kirvesjärvi (sjö i Lappland)
Kirvesjärvi är en sjö i Finland. Den ligger i kommunen Keminmaa i landskapet Lappland, i den norra delen av landet, 600 km norr om huvudstaden Helsingfors. Kirvesjärvi ligger 37 meter över havet. Arean är 25,3 hektar och strandlinjen är 2,16 kilometer lång. Sjön  ingår i Bottenvikens kustområde. 